# Живодьоровка
Живодьо́ровка (рос. Живодёровка) — невелика річка на північному сході Удмуртії, ліва притока річки Кама. Протікає територією Кезького району.
Річка бере початок на схилах Верхньокамської височини на північний схід від присілку Петроконово. Протікає спочатку на схід, потім на північний схід. Береги заліснені, в пригирловій ділянці заболочені. Верхня течія влітку може пересихати.
Над річкою не розташовано населених пунктів.
| Річка | Це незавершена стаття про річку. Ви можете допомогти проєкту, виправивши або дописавши її. |

| Прапор Удмуртії | Це незавершена стаття про Удмуртію. Ви можете допомогти проєкту, виправивши або дописавши її. |